# 阿列克谢·叶皮谢夫
阿列克谢·阿列克谢耶维奇·叶皮谢夫（俄语：Алексе́й Алексе́евич Е́пишев，1908年5月19日—1985年9月15日），是苏联的政治家、外交官，曾担任苏军总政治部主任。与列昂尼德·伊里奇·勃列日涅夫交好，被视为第聂伯罗彼得罗夫斯克帮重要成员。

## 生平
1908年，出生于工人家庭。
1923年，入团。
1929年，入党。
1930年，入伍。
1938年，毕业于工农红军机械化和摩托化学院。
1940年，任哈尔科夫州委兼市委第一书记。
1942年，在乌拉尔分管党务工作。
1943年，任第40集团军政委。11月，任第38集团军政委。
1946年，任乌克兰共产党中央委员会书记。
1950年，任敖德萨州委书记。
1955年，任驻罗马尼亚大使。
1961年，任驻南斯拉夫大使。
1962年，任总政治部主任。
1968年，访问东德、波兰，支持出兵捷克斯洛伐克。
1979年，赴阿富汗访问,支持出兵阿富汗。
1985年，去世。

## 著作
- 《极为重要的事业(军事爱国主义教育的若干问题)》
- 《历史教训(纪念伟大卫国战争胜利20周年)》
- 《党的政治工作的若干问题》
- 《陆海军的共产党员》
- 《党的强大武器》
- 《在军事问题上的思想斗争》
- 《列宁主义的共产党-苏联人民在伟大卫国战争中的胜利组织者》
- 《党—我们胜利的组织者》